# Kreis Romanel
| Kreis Romanel           | Kreis Romanel        |
| Basisdaten              | Basisdaten           |
| ----------------------- | -------------------- |
| Staat:                  | Schweiz              |
| Kanton:                 | Waadt (VD)           |
| Bezirk:                 | Lausanne             |
| Hauptort:               | Romanel-sur-Lausanne |
| Fläche:                 | 29,85 km²            |
| Einwohner:              | 62'756 (31.12.2023)  |
| Bevölkerungsdichte:     | 2102 Einw. pro km²   |
| Aufgehoben am:          | 31. Dezember 2006    |
| Karte                   |                      |
| Karte von Kreis Romanel |                      |

Der Kreis Romanel (französisch Cercle de Romanel) war bis zum 31. August 2006 eine Verwaltungseinheit des Bezirks Lausanne im Kanton Waadt in der Schweiz. Sitz des Kreisamtes war Romanel-sur-Lausanne.
Der Kreis umfasste sieben Gemeinden und war 29,85 km² gross. Die Gemeinden des ehemaligen Kreises zählten Ende 2023 62'756 Einwohner.
| Wappen                | Name der Gemeinde     | Einwohner (31. Dezember 2023) | Fläche in km² | Einw. pro km² |
| --------------------- | --------------------- | ----------------------------- | ------------- | ------------- |
| Cheseaux-sur-Lausanne | Cheseaux-sur-Lausanne | 4'841                         | 4,59          | 1055          |
| Crissier              | Crissier              | 9'334                         | 5,50          | 1697          |
| Jouxtens-Mézery       | Jouxtens-Mézery       | 1'493                         | 1,93          | 774           |
| Le Mont-sur-Lausanne  | Le Mont-sur-Lausanne  | 9'272                         | 9,80          | 946           |
| Prilly                | Prilly                | 12'417                        | 2,20          | 5644          |
| Renens                | Renens (VD)           | 21'408                        | 2,95          | 7257          |
| Romanel-sur-Lausanne  | Romanel-sur-Lausanne  | 3'991                         | 2,88          | 1386          |
| Total (7)             | Total (7)             | 62'756                        | 29,85         | 2102          |